# Брягово (област Пловдив)
 За другото българско село вижте Брягово (Област Хасково).  
Брягово (изписване до 1945 година: Брѣгово) е село в Южна България. То се намира в община Първомай, област Пловдив.

## География
Брягово се намира на 15 km южно от Първомай.
Село Брягово се намира в полите на Родопите, от дясната страна на връх Драгойна (813,6 m). През селото минава река Каялийка, която е географската граница между Западни и Източните Родопи; влива се в река Марица. На нея е построен Бряговският язовир. Тук могат да се срещнат едни от най-редките животински и растителни видове в България. Уникалното географско положение в миналото е определяло просперитета на селото. Близостта с планината и нейните пасища от една страна е определяла развитието на овцевъдството, а обширните земеделски земи от север и запад са благоприятствали земеделието.

## История
Турското име на с. Брягово е Кара Алан. Една легенда гласи, че то е било основано от един родолюбив българин – Кара Иван. Той е дошъл от Северна България, бягайки от турците и опитите им да го накарат да приеме вярата им. Първоначално се заселва с челядта си по-нагоре в планината. Постепенно около него се настаняват и други непокорни българи и така се оформя малко селище. След време то се премества в по-равнинната част около река Каялийка.
В миналото в селото е имало само едно семейство цигани, сега са малко повече, но са преселници и идват само през лятото да търсят работа.
Кара Алан означава черна земя. Селото е било наречено така, защото почвата е чернозем. В съседните села и околности няма такава, така че това е едно от най-плодородните места в областта.
При избухването на Балканската война в 1912 г. 3 души от Брягово са доброволци в Македоно-одринското опълчение.

## Икономика
Хората от селото се препитават с отглеждане на животни и обработване на земята.

## Културни и природни забележителности
Рано напролет може да се види естественият водопад, намиращ се над селото. Тук е една от най-старите църкви на България, „Св. Атанасий“, както и малката църква с аязмо, запазила се още от османска власт – „Св. Троица“, събираща и до днес на празника всяка година малки и големи, също така и възобновеният параклис „Св. св. Кирил и Методий“, който отваря врати всяка година на 11 май и посреща хората.
На територията на селото се намират пет язовира. Впечатляващо със своята архитектура е и старото училище, построено през 1896 г. Интересна рядка природна даденост е слабо минерализираният извор в близост до училището, който жителите наричат „Топлата вода“. Това е изворна вода, която през цялата година поддържа една и съща температура – от около 24 °C.
Най-видната личност от селото през Възраждането е зографът Динко Кузмов Шишков. Без типичната за периода фамилна обвързаност с изкуствата на православната църква, той тръгва по техния тежък и непознат път смело, подкрепян от учители и съратници. Шишков не принадлежи на никоя от известните художествени школи, но взема по малко от големите образци и майстори на времето, които са му били достъпни. Когато се събере всичко, което е оцеляло от работите на възрожденския майстор, би могло да се откроят по-ясно както неговото своеобразие, така и влиянията, които е изпитал, неговите афинитети. През 2011 г. е публикувана монография за зографа от Катя Зографова.

## Религии
Жителите са предимно православни християни.

## Редовни събития
- Традиционният събор е на 24 май.
- Всяко лято на язовира на селото се провежда ловно-рибарски събор, който събира хиляди рибари, ловджии и други, организират се различни състезания.

## Личности
Родени в Брягово
- Иван Пенев Георгиев, войник от Македоно-одринското опълчение и от Радовишкия партизански отряд на 11-а македонска дивизия

## Изследвания
- Катя Зографова. Забравеният възрожденец Динко Зограф. С., Вяра, 2010, 48 с.